# Bowie rotundus
Espèce
Bowie rotundus est une espèce d'araignées aranéomorphes de la famille des Ctenidae.

## Distribution
Cette espèce est endémique de la Tibet au Chine,. Elle se rencontre dans le xian de Mêdog.

## Description
Le mâle holotype mesure 12,70 mm et la femelle paratype 15,36 mm.

## Systématique et taxinomie
Cette espèce a été décrite par Wang, Irfan, Zhang et Zhang en 2024.

## Publication originale
- (en) Wang, Irfan et Zhang, « On three species of ctenids (Araneae: Ctenidae) from Tibet, China », Zootaxa, no 5458 (1),‎ 2024, p. 119-129